# Oscinella phlei
Oscinella phlei är en tvåvingeart som beskrevs av Nartshuk 1955. Oscinella phlei ingår i släktet Oscinella och familjen fritflugor. Inga underarter finns listade i Catalogue of Life.